# هدیس

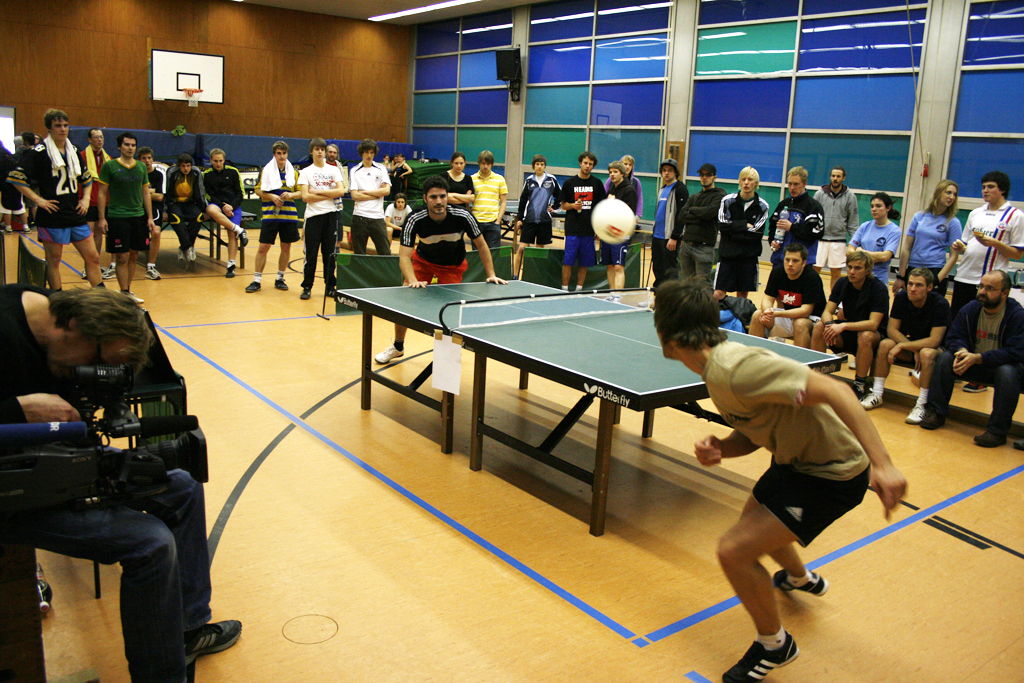
دو بازیکن هدیس در یک تورنمنت (دانشگاه گوتینگن)

'هدیس' ('پینگ پنگ با سر') ترکیبی از فوتبال و تنیس روی میز است. در این ورزش از میزی بسیار شبیه به میز پینگ پنگ استفاده می‌شود اما با این تفاوت که بازیکنان با بهره‌گیری از سر خود به توپی لاستیکی و ۷ اینچی ضربه می‌زنند.در این ورزش از تاکتیک‌های تنیس، پینگ پنگ و فوتبال به خصوص ضربه با سر استفاده می‌شود. در ماه فوریه سال ۲۰۱۰ در بزرگترین رقابت نوآور دنیا در صنعت محصولات ورزشی، یعنی نمایشگاه بین‌المللی تجهیزات ورزشی و مد (ISPO) که در مونیخ برگزار می‌شود،این ورزش به عنوان یکی از فینالیست‌ها انتخاب شد.

## بازی و قوانین آن
قوانین این ورزش شبیه تنیس روی میزاست اما چندین استثناء هم وجود دارد. قطر توپی که از آن استفاده می‌شود ۷ اینچ است، وزن آن ۱۰۰ گرم و از جنس لاستیک است. در این بازی برخورد هر قسمت از بدن با میز مجاز است و بازیکنان می‌توانند از ضربه‌های والی (ضربه‌ای که در آن یک بازیکن می‌تواند قبل از خوابیدن توپ در زمین خود به آن ضربه بزند و آن را به زمین حریف برگرداند) استفاده کنند. برای برنده شدن در این بازی هر شخص باید دو ست را از حریف خود بگیرد. هر ست تا امتیاز ۱۱ بازی می‌شود و بازیکن باید دو امتیاز از حریف خود جلو باشد تا در آن ست برنده شود.

## ورزش‌های مرتبط
می‌توان گفت که هدیس ترکیبی از دو ورزش است. قوانین و میز آن از تنیس روی میز گرفته شده‌است اما چیزی که آن را از پینگ پنگ متمایز می‌کند توپ بزرگتر، مجاز بودن ضربه والی و تماس بدن با میز است. از نظر فیزیکی هدیس بیشتر با ورزش بدمینتون قابل مقایسه است تا تنیس روی میز. دانشگاه سارلند بر روی مقدار ترشح لاکتات هنگام انجام هدیس آزمایش می‌کند و آن را با دیگر ورزش‌های رایج مقایسه می‌کند. نتایج به دست آمده نشان داد که در مقایسه با پینگ پنگ، مقدار لاکتات ترشح شده هنگام انجام هدیس بسیار بیشتر است و این آمار را می‌توان با نتایج به دست آمده از آزمایش روی بدمینتون بازان مقایسه کرد. با ترشح بیشتر از ۸ میلی مول در لیتر اسید لاکتیک، انجام هدیس انسان را کاملاً خسته می‌کند. یکی دیگر از ورزش‌هایی که هدیس از آن گرفته شده‌است فوتبال است که عمل ضربه با سر از این ورزش گرفته شده‌است. به این دلیل است که بازیکنان فوتبال فکر می‌کنند که هدیس ورزش آسانی است. از سوی دیگر از هدیس می‌توان به عنوان ابزار و تمرینی برای آموزش ضربه با سر به بازیکنان فوتبال جوان و تازه‌کار استفاده کرد.

## تاریخچه
هدیس ترکیبی از سر و تنیس است که در سال ۲۰۰۶ توسط رنه وگنر در کایزرسلاترن آلمان به وجود آمد. او در آن زمان دانشجوی علوم ورزشی در دانشگاه زاربروکن بود. چون که زمین فوتبال پر بود آن‌ها روی میز پینگ پنگ توپ را برای همدیگر می‌انداختند. او به همراه دوست و هم کلاسی اش فلیکس وینر این ایده را در ذهن خود پروراندند. در سال ۲۰۰۸ هدیس وارد برنامه ورزشی دانشگاه زار بروکن شد و آن موقع بود که این ورزش در سرتاسر آلمان گسترش یافت. هدیس ورزشی در دسترس، سرگرم‌کننده و ساده است. به همین دلیل است که مردم روز به روز به این ورزش روی می‌آورند.
ورزشی است که امروزه تئجه روزنامه‌ها و تلویزیون را به خود جلب کرده‌است و در سال ۲۰۱۰ در بزرگترین رقابت نوآور دنیا در صنعت محصولات ورزشی یعنی نمایشگاه بین‌المللی تجهیزات ورزشی و مد که در مونیخ برگزار می‌شود به عنوان یکی از فینالیست‌ها انتخاب شد.

## مسابقات قهرمانی
در سال ۲۰۰۸ سری مسابقات قهرمانی در سرتاسر آلمان راه‌اندازی شد. هر ساله ۱۰ الی ۱۲ مسابقه برگزار می‌شود. جایی که مردان، زنان و جوانان جداگانه برای گرفتن امتیاز و بهبود رتبه‌شان در رتبه بندی جهانی مبارزه می‌کنند و در پایان سال موفق‌ترین بازیکن جایزه دریافت می‌کند. هر تورنمنت نیز به‌طور جداگانه بسته به وسعت آن از یک تا پنج ستاره رتبه بندی می‌شود. چهل برابر تعداد این ستاره‌ها برابر تعداد امتیازی است که برنده به دست می‌آورد. در سال تنها یک مسابقه پنج ستاره برگزار می‌شود که آن هم مسابقات هدیس قهرمانی جهان است و قرار است چهارمین دوره آن در سال ۲۰۱۰ در شهر گوتینگن برگزار می‌شود. این در حالی است که در سال ۲۰۰۷ این مسابقات در کایزرسلاترن و سال ۲۰۰۹ در دانشگاه زاربروکن جایی که بیش از ۱۲۰ شرکت‌کننده از ۶ کشور دنیا در آن حضور داشتند. بهترین بازیکنان این رشته و همچنین برندگان روز اول مسابقات امسال در روز ۳۰ ژولای، در مسابقات قهرمانی جهان ۳۱ ژولای به رقابت می‌پردازند. قهرمان جهان در سال ۲۰۰۸ و ۲۰۰۹ ماروین لوشرر با اسم مستعار(marvelous 96) از هانوفر است.
| Year | قهرمانی جهان (مردان) | قهرمانی جهان (زنان)                  |
| ---- | -------------------- | ------------------------------------ |
| ۲۰۰۸ | Marvelous 96         | Shorey                               |
| ۲۰۰۹ | Marvelous 96         | Hoshi                                |
| ۲۰۱۰ | Lord Voldehead       | Hoshi                                |
| ۲۰۱۱ | Marvelous 96         | Hoshi                                |
| ۲۰۱۲ | Heineken             | Hoshi                                |
| ۲۰۱۳ | Headsinfarkt         | Headi Bobics junger Tatapan          |
| ۲۰۱۴ | Heineken             | Red Hot Chili Headers Missing Pepper |
| ۲۰۱۵ | Headsinfarkt         | Red Hot Chili Headers Missing Pepper |

## باشگاه‌ها و بازیکنان
از سال ۲۰۰۷ تا به حال تعداد بازیکنان این ورزش رو به رشد است. به‌طوری‌که از ۶۰ شرکت‌کننده در سال ۲۰۰۷ این رقم به ۴۰۰ نفر در مسابقات سال ۲۰۰۹ رسید و همین‌طور هزاران هزار نفری که این ورزش را به صورت تفریحی انجام می‌دهند. هم‌اکنون آلمان کشور غالب هدیس است اما این ورزش بازیکنانی را از کشورهای لوکزامبرگ، فرانسه، اسپانیا، و انگلیس را نیز به خود جذب کرده‌است. اولین باشگاه هدیس " هدیس یونایتد زاربروکن" نام دارد که سال ۲۰۰۷ تأسیس شد.
"1. HSC Minerva Dresden" اولین باشگاه در شرق آلمان است. همچنین باشگاه‌های سنتی مثل" TV Fechingen 1895"، " FC Brünninghausen 1927"، "SpVgg Erlangen" در زمینه هدیس فعالیت می‌کنند.

## ورزش‌های دانشگاهی
هم اکنون هدیس جز برنامه ورزشی ۱۵ دانشگاه آلمان است. در سال 2009 "TU Kaiserslautern" اولین باشگاهی بود که جام رسمی " Adh Trophy HEADIS" را برگزار کرد.

## کتاب‌ها
- Parzych, Nina: Was ist Headis?: Eine Szene- und Eventethnographie (Taschenbuch), VDM Verlag (5. اوت ۲۰۰۹)(German).
- Wegner, R. & Weins, F. : Aus der Praxis für die Praxis - HEADIS-Kopfballtischtennis. , in DSLV-Saar Ausgabe 09/01, S. 24-33 (German).
- Weins, Felix: HEADIS – Tischtennis mit dem Kopf, in Betrifft Sport Ausgabe 5/2009, S. 31-33 (German).